# Paul McSweeney
Pour les articles homonymes, voir McSweeney.
Paul McSweeney était un arbitre américain de football des années 1900.

## Carrière
Il a officié dans une compétition majeure : 
- JO 1904 (2 matchs)